# Народные гулянья

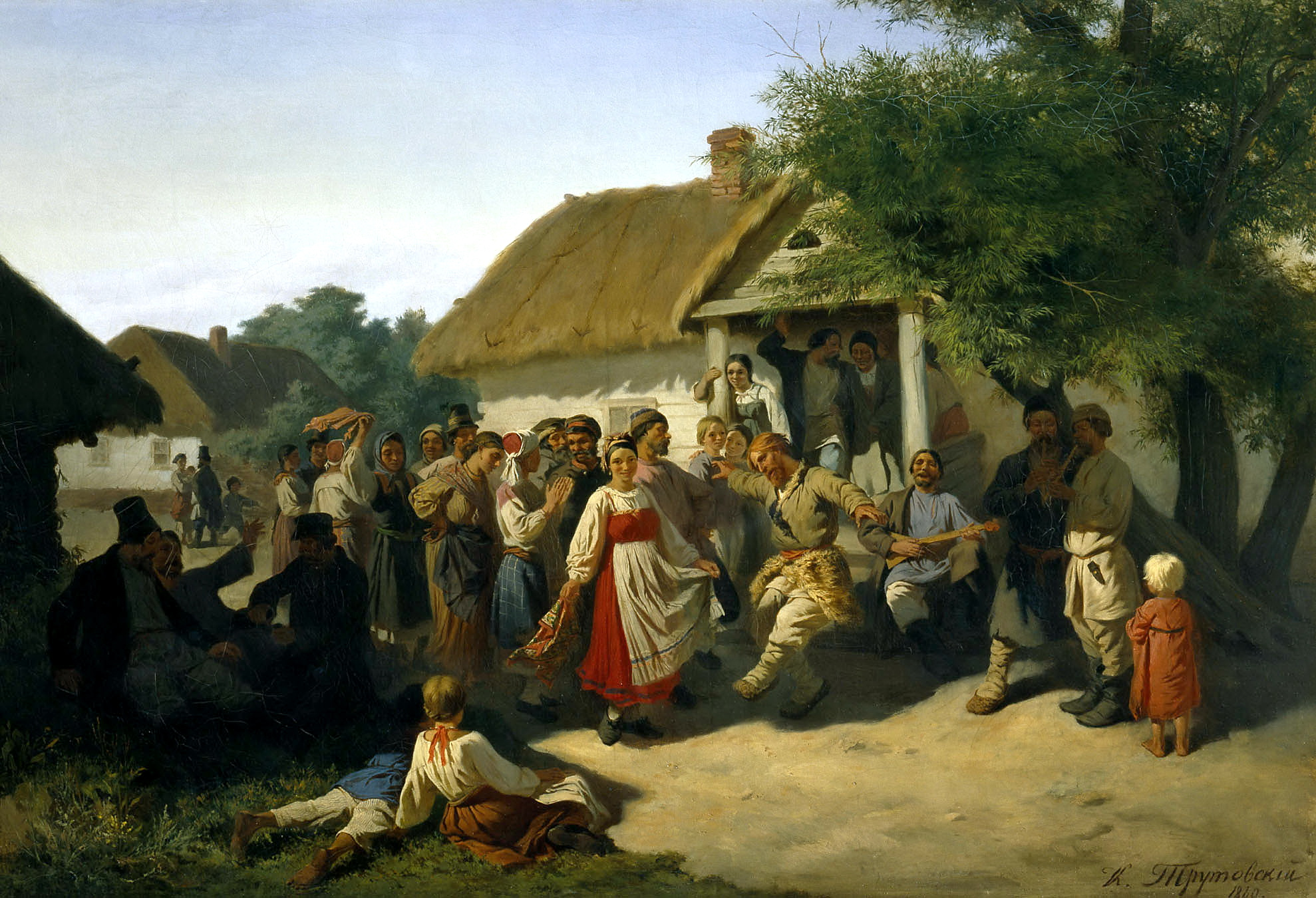
К. А. Трутовский. «Хоровод в Курской губернии». 1860

Народные гулянья (гулянка) — исторически распространённая и широко практикуемая традиция отмечания праздников у славян, а также у других европейских народов. Представляет собой массовое празднество под открытым небом, сопровождавшимися играми, хороводами, песнями, плясками, ряжением, игрой на гармошках, сопелках и дуделках, зажиганием костров.

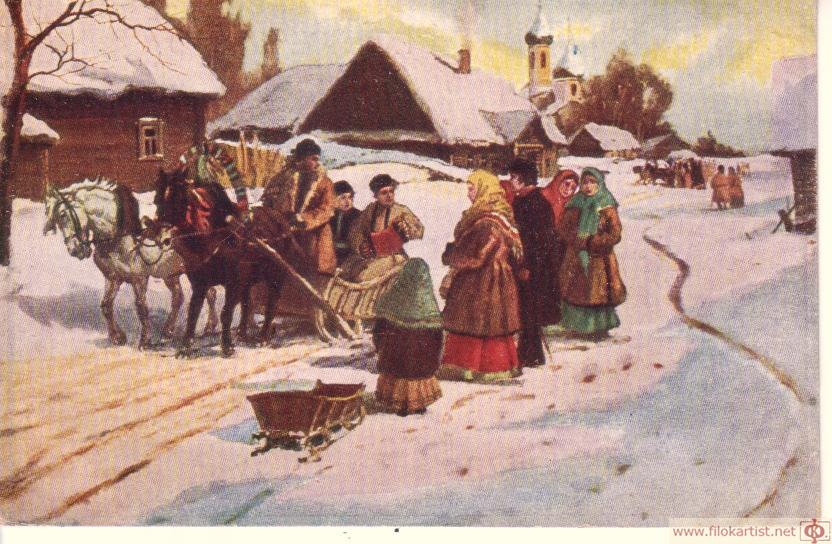
И. М. Львов. «Гуляние на святках»

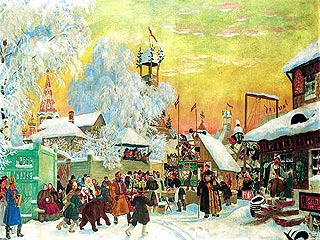
Б. М. Кустодиев. «Сельская ярмарка»

## История
Многодневные праздничные гулянья были характерны на Руси для Святок, Масленицы, Светлой и Радоницкой недель, Семицко-троицкого цикла. Весенние гулянья начинались обычно с Пасхи и продолжались до Петрова дня, с перерывом на Петровский пост.
В городах и на сельских ярмарках во время народных гуляний шла торговля сластями, фруктами, мороженым, различными напитками, продававшимися как в специально сооружаемых к празднику палатках, так и вразнос. На больших гуляньях, проходивших за городом (у монастырей, в рощах, на полях), часто устанавливался парусиновый шатер, увенчанный флагом, в котором продавалось «зелено вино».
В XVIII—XIX веках в Петербурге устраивалось до тридцати народных гуляний в год. Подготовка к одним из праздничных гуляний по поводу коронации Николая II обернулась Ходынской трагедией.

## Гулянья на селе
У русских народные гулянья молодёжи включали: прогуливание, хороводы и пляски, демонстрацию девушек-невест, подвижные уличные игры, качание на качелях, взаимное одаривание и совместное угощение во время праздничного застолья.
Гулянья проходили на деревенской улице, на площади или за околицей деревни. Каждая девушка и каждый парень, достигшие брачного возраста, обязательно принимали участие во всех деревенских праздниках и молодёжных развлечениях. Уклонение от участия в них
порицалось общественным мнением, вызывало насмешки сверстников и даже рассматривалось как большой грех, за который можно поплатиться безбрачием, бездетностью или ранним вдовством.
Неотъемлемой частью гуляний были различные подвижные игры («горелки», игры с костями, мячами, чурками), в которых принимали участие как сами гуляющие, так и зрители. Важным элементом гуляний являлись хороводные игры, которые обычно заканчивались выбором пары, и пляской. Во время пляски гуляющие образовывали круг (свой для каждой деревни, если праздник был на две-три деревни). Хороводы и пляски устраивались рядом с деревенскими качелями или ледяными горками, масленичными или троицкими кострами, являвшимися центром гуляния. Здесь же дети и молодёжь играли в подвижные игры.